# Nové Svatovítské varhany
Nové varhany v Katedrále svatého Víta, Václava a Vojtěcha jsou instalovány od jara 2025 na západní straně katedrály. Nadační fond pro jejich financování vznikl v roce 2014. Po shromáždění dostatečných finančních prostředků byla pro zhotovení vybrána španělská varhanářská firma Gerharda Grenzinga.
Varhany byly nejdříve sestaveny v prostorách firmy ve Španělsku. Čítají celkem přes 6000 píšťal uspořádaných do 96 rejstříků, čtyři manuály a pedál. V dubnu 2025 začal jejich převoz do Prahy a instalace v katedrále. Té předcházely stavební úpravy západní kruchty a instalace nových rozvodů elektřiny. Do léta mají být varhany postaveny, dále je do poloviny prosince 2025 plánováno ladění píšťal. Varhany by měly být kompletně dokončeny a uvedeny do používání v roce 2026, slavnostní požehnání je plánováno na 15. června, svátek svatého Víta.